# H–47M2 Kinzsal
A H–47M2 Kinzsal (oroszul: Х-47М2 Кинжал, magyarul "Tőr", NATO-kódja: Killjoy) orosz légi indítású, nukleáris robbanófej hordozására is alkalmas, hiperszonikus ballisztikus rakéta. Orosz állítások szerint a hatótávolsága állítólag 2000 km és akár 10 Mach sebességgel (azaz a hangsebesség tízszeresével, kb. 12200 km/órás sebességgel) is képes haladni. 2023 májusában egy Kijev közelében lelőtt Kinzsal rakéta azonban csak 1240 m/s-os sebességgel haladt, így valószínűsíthető, hogy a rakéta maximális sebessége az orosz propaganda által közölt sebességnek csak a harmada lehet. Hagyományos vagy nukleáris robbanófejeket hordozhat, és Tu–22M3 bombázókkal vagy MiG–31K repülőgépekről indítható. Az orosz Déli Katonai Körzet és a nyugati katonai körzet légibázisain telepítették.
A Kinzsalt 2017 decemberében állították hadrendbe, és egyike volt annak az öt új orosz stratégiai fegyvernek, amelyet Vlagyimir Putyin orosz elnök 2018 márciusában mutatott be

## Felépítése
A rakéta általános felépítése megegyezik a régebbi, földi indítású 9K720 Iszkander rakétával, amelyet légi indításra alakítottak át. Állítólag statikus és mobil célpontokat is képes eltalálni, így például repülőgép-hordozókat.
A Kinzsal nagy sebessége (nagy kinetikus energiája) révén nagyobb áthatolási képességgel rendelkezik, mint a könnyebb, lassabb robotrepülőgépek.
A rakétát az Oroszországi európai területein telepített stratégiai rakétarendszereket veszélyeztető NATO-hadihajók, valamint a NATO rakétavédelmi rendszerei, ballisztikusrakéta-védelmi hajói és az orosz határok közelében lévő szárazföldi objektumai elleni támadások céljára tervezték.
Az orosz média a „hiperszonikus” jelzővel azt kívánta érzékeltetni, hogy a fegyver egy teljesen új fejlesztés eredménye, azonban a Kinzsal valójában hagyományos ballisztikus rakétatechnológiát használ nagyobb sebesség mellett. A „hiperszonikus” jellemző több régebbi fejlesztésre is igaz volt, és ezért nem jelent különösebb technológiai áttörést.
Az orosz sajtó szerint a rakéta hatótávolsága 2000 km, ha MiG–31K és 3000 km, ha Tu–22M3 indítja. A hatótávolsághoz az indító repülőgép hatótávolságát is hozzászámítják.

## Külföldi reakciók
Az amerikai védelmi tisztviselők arra a következtetésre jutottak, hogy a meglévő radarrendszerek nem képesek a hiperszonikus fegyverek észlelésére és követésére.
2022 márciusában Joe Biden amerikai elnök megerősítette, hogy Oroszország hiperszonikus rakétákat alkalmazott Ukrajnában. 
– Szinte lehetetlen megállítani – mondta. – Nyilván ezért alkalmazzák.
2023 májusában az ukrán hatóságok azt állították, hogy több Kinzsál rakétát lőttek le repülés közben.

## Alkalmazása
A Kinzsált 2017 decemberében állították hadrendbe, és egyike volt annak a hat új orosz stratégiai fegyvernek, amelyet Vlagyimir Putyin orosz elnök 2018. március 1-jén mutatott be. A Kinzsál rakétát azóta a MiG–31K, a Tu–160Mn, és a Tu–22M3M repülőgépekre is telepítették. 2018 májusában tíz, Kinzsal rakétát indítani képes MiG–31K volt kísérleti harci szolgálatban, és állt készen a bevetésre. 2018 decemberéig a Kinzsal rakétákkal felfegyverzett repülőgépek 89 bevetést hajtottak végre a Fekete-tenger és a Kaszpi-tenger felett. 
2019 februárjáig a MiG–31K Kinzsal rakétaindítók személyzete több mint 380 gyakorló bevetést hajtott végre a rakétával, amelyek közül legalább 70 esetben került sor légi utántöltésre. A fegyvert  az Aviadarts nemzetközi versenyen 2019 augusztusában mutatták be a nyilvánosságnak.
A TASZSZ szerint a Kinzsalt először Szibéria északi részén tesztelték 2019. november közepén. Az indítást egy MiG–31K hajtotta végre, amely az Olenya légibázisról szállt fel. A rakéta a "Pemboy" lőtéren eltalálta a kijelölt célpontot, miközben elérte a 10 Mach sebességet. 2021 júniusában a Khmeimim légibázisról felszálló MiG-31K Kinzsál rakétát lőtt ki egy szíriai célpontra. 2021-ben egy külön repülőezredet állítottak szolgálatba, amely Kinzsal hiperszonikus rakétával felszerelt MiG–31K repülőgépekkel van felfegyverezve.
A 2022. február elején olyan hírek keltek szárnyra, hogy több Kinzsal rakétával felfegyverzett MiG–31-es repülőgépet telepítettek Novgorodi területen lévő Szolci légibázisról a Kalinyingrádi területen található Csernyahovszkij haditengerészeti légibázisra.

### Orosz–ukrán háború
Az orosz–ukrán háború során az orosz hadsereg azt állította, hogy Kinzsal rakétákkal semmisítette meg az ukrán fegyveres erők földalatti fegyverraktárát Deljatinban 2022. március 18-án, majd másnap egy konsztyantinovkai üzemanyagraktárt is.  Az orosz védelmi minisztérium által bemutatott, egy Orlan–10 felderítő UAV-ról készült videóról, amely a raktárra mért rakétacsapást mutatta volna be, hamarosan kiderült, hogy egy kelet-ukrajnai mezőgazdasági ipari épületre mért csapást ábrázolt. Ráadásul a területről készült műholdfelvételek azt mutatták, hogy a mezőgzdasági objektumot farmot már a videó felvétele előtt hagyományos tüzérségi csapások érték. Az ukrán védelmi minisztérium megerősítette a deljatini raktárakra mért csapást, de nem tudta azonosítani a használt fegyver pontos típusát.
Amikor a rakétákról kérdezték, Joe Biden amerikai elnök megjegyezte, hogy az egy komoly fegyver, de gyakorlatilag ugyanolyan robbanófejjel rendelkezik, mint bármely más rakéta, amelyek ellen nehéz védekezni.
A későbbi jelentések szerint április 11-én ismét bevetették a Kinzsal rakétákat, majd május 9-én az orosz Tu–22M repülőgépek három Kinzsal típusú rakétával támadtak célpontokat Odessza kikötőjében. 2022. augusztus 18-án három Kinzsal hiperszonikus rakétával felszerelt MiG–31K vadászrepülőgépet telepítettek át a Kalinyingrádi területen található Cskalovszkij katonai repülőtérre.
Meg nem erősített jelentések szerint 2022. október 1-jén egy Kinzsal rakétát szállító orosz MiG–31 lezuhant felszállás közben a krími Bbelbeki légibázison. A navigátor katapultálni tudott, a pilóta életét vesztette.
2023. január 26-án az Ukrán Légierő arról számolt be, hogy 55 rakétát, köztük egy H–47 Kinzsal hiperszonikus rakétát és 24 Shahed–136 drónt lőttek ki ukrajnai célpontokra. Az ukrán légierő azt állította, hogy le tudták lőni az összes drónt és 47 rakétát. Egy ember azonban meghalt, két másik pedig megsérült, amikor a támadás során eltaláltak egy lakóházat a kijevi Holoszijivszkij kerületben.
2023. március 9-én az ukrán városokat 84 rakétával, köztük hat Kinzsallal támadták – ez volt eddig a legnagyobb mértékű alkalmazása a fegyvernek.

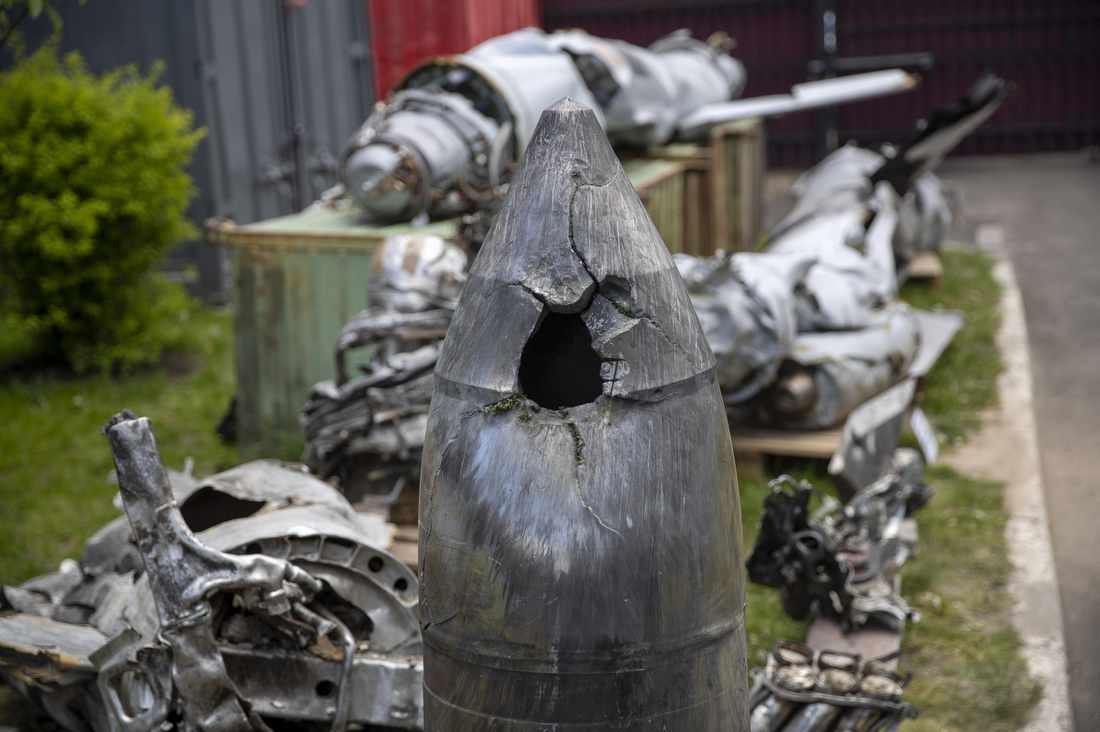
Betab-500

2023. május 4-én hajnali 2 óra 40 perckor Kijev felett egy H–47M2 rakétát állítólag az ukrán légvédelmi erők egy MIM–104 Patriot rakétavédelmi rendszerrel lelőttek. A CNN szerint a Patriot rendszert eddig csak elméletileg tartották képesnek az ilyen célpontok megsemmisítésére. 2023. május 9-én Patrick S. Ryder, a Pentagon szóvivője megerősítette, hogy Ukrajna megsemmisítette a hiperszonikus rakétát. 2023. május 10-én Vitalij Klicsko megmutatta az állítólagos lelőtt Kinzsál rakéta maradványait a Bild újságíróinak Kijevben. Az ukrán állításokkal ellentétben az orosz sajtó arról számolt be, hogy a maradványok nagyon hasonlítanak a bunkerromboló BetAB–500SM légibombára. 2023. május 16-án Ukrajna azt állította, hogy elfogta mind a hat Kinzsál rakétát, amelyeket aznap éjjel lőttek Kijevre.

## Üzemeltetők
Oroszország
- Orosz Légierő[55]

## Fordítás
Ez a szócikk részben vagy egészben  a   Kh-47M2 Kinzhal című angol Wikipédia-szócikk ezen változatának fordításán alapul.  Az eredeti cikk szerkesztőit annak laptörténete sorolja fel. Ez a jelzés csupán a megfogalmazás eredetét és a szerzői jogokat jelzi, nem szolgál a cikkben szereplő információk forrásmegjelöléseként.